# Laides
Laides is een geslacht van straalvinnige vissen uit de familie van de glasmeervallen (Schilbeidae).

## Soorten
- Laides hexanema (Bleeker, 1852)
- Laides longibarbis (Fowler, 1934)